# Financial Stability Board
De Financial Stability Board (Raad voor Financiële Stabiliteit, FSB) is een internationale toezichthouder in de financiële wereld.
Op de G20-top in Londen in april 2009 is de FSB opgericht als opvolger van het Financial Stability Forum (FSF). De G7 richtte FSF in 1999 op. De G20 gaf het instituut FSB mandaat om de financiële stabiliteit te bevorderen.
Een taak is het opstellen van een lijst van systeembanken die van belang zijn voor het wereldwijde financiële systeem.

## Organisatie

### Voorzitters
Mario Draghi was de eerste voorzitter tot 2011, hij werd opgevolgd door de Canadees Mark Carney. Carney bleef aan tot 1 december 2018. Eind november 2018 werd de opvolger voor Carney bekend. De komende drie jaar leidt de Amerikaan Randal Quarles, vicevoorzitter van de Federal Reserve, de FSB. Op 2 december 2021 neemt Klaas Knot het voorzitterschap op zich. Hij wordt wel per direct vicevoorzitter bij de FSB.

### Leden
De deelnemende landen zijn:
| - Argentinië - Australië - Brazilië - Canada - China - Duitsland - Frankrijk - Hongkong | - India - Indonesië - Italië - Japan - Mexico - Nederland - Rusland - Saoedi-Arabië | - Singapore - Spanje - Turkije - Verenigd Koninkrijk - Verenigde Staten - Zuid-Afrika - Zuid-Korea - Zwitserland |

Er zijn een aantal instituten lid zoals:
| - ECB - EC - BIS | - IMF - Wereldbank - OECD |

## Task Force on Climate Related Financial Disclosures (TCFD)
Deze Task Force verschaft beleggers informatie over wat bedrijven doen om de risico's van klimaatverandering te verkleinen, en om in het algemeen transparante bedrijfsvoering na te streven. De TCFD werd in december 2015 opgericht, en wordt voorgezeten door Michael Bloomberg. De onderzochte topics omvatten governance, strategische planning, risicobeheer, kritieke prestatie-indicator en doelstellingen. Rapportering zal verplicht worden voor bedrijven in het Verenigd Koninkrijk tegen 2025, en voor sommige bedrijven zelfs eerder.
Bij onderzoek van meer dan 800 bedrijfsrapporten, in 2021 uitgevoerd met behulp van artificiële intelligentie, bleken de werkelijke klimaatprestaties achter te blijven bij de aankondigingen. TCFD ziet daarvoor drie verklaringen: in de eerste plaats is greenwashing tot nu toe nauwelijks systematisch onderzocht, zodat druk op de bedrijven uitblijft. In de tweede plaats heeft het Akkoord van Parijs bedrijven ironisch genoeg juist meer toegelaten om “selectief” te zijn in wat ze willen onthullen, om imagoschade te vermijden. In de derde plaats is de rapportage van de bedrijfsvoering inzake klimaat een vrijwillige geste, met uitzondering van Frankrijk.

## Rapporten en adviezen
De Raad publiceert een hele reeks rapporten en aanbevelingen, onder meer gericht aan de G20. Begin 2022 waarschuwde de FSB ervoor dat het cryptogeld de stabiliteit van het wereldwijde financiële systeem ondergraaft.